# Sumber Jati
Sumber Jati is een bestuurslaag in het regentschap Mojokerto van de provincie Oost-Java, Indonesië. Sumber Jati telt 2793 inwoners (volkstelling 2010).